# Sant Miquel de Vilanova de la Sal
Sant Miquel de Vilanova de la Sal o Sant Miquel de Privà és una església romànica de les Avellanes i Santa Linya (Noguera) inclosa a l'Inventari del Patrimoni Arquitectònic de Catalunya.

## Descripció
L'ermita de Sant Miquel està situada al poble de Vilanova de la Sal, dalt d'un turó que des del sud domina el poble.

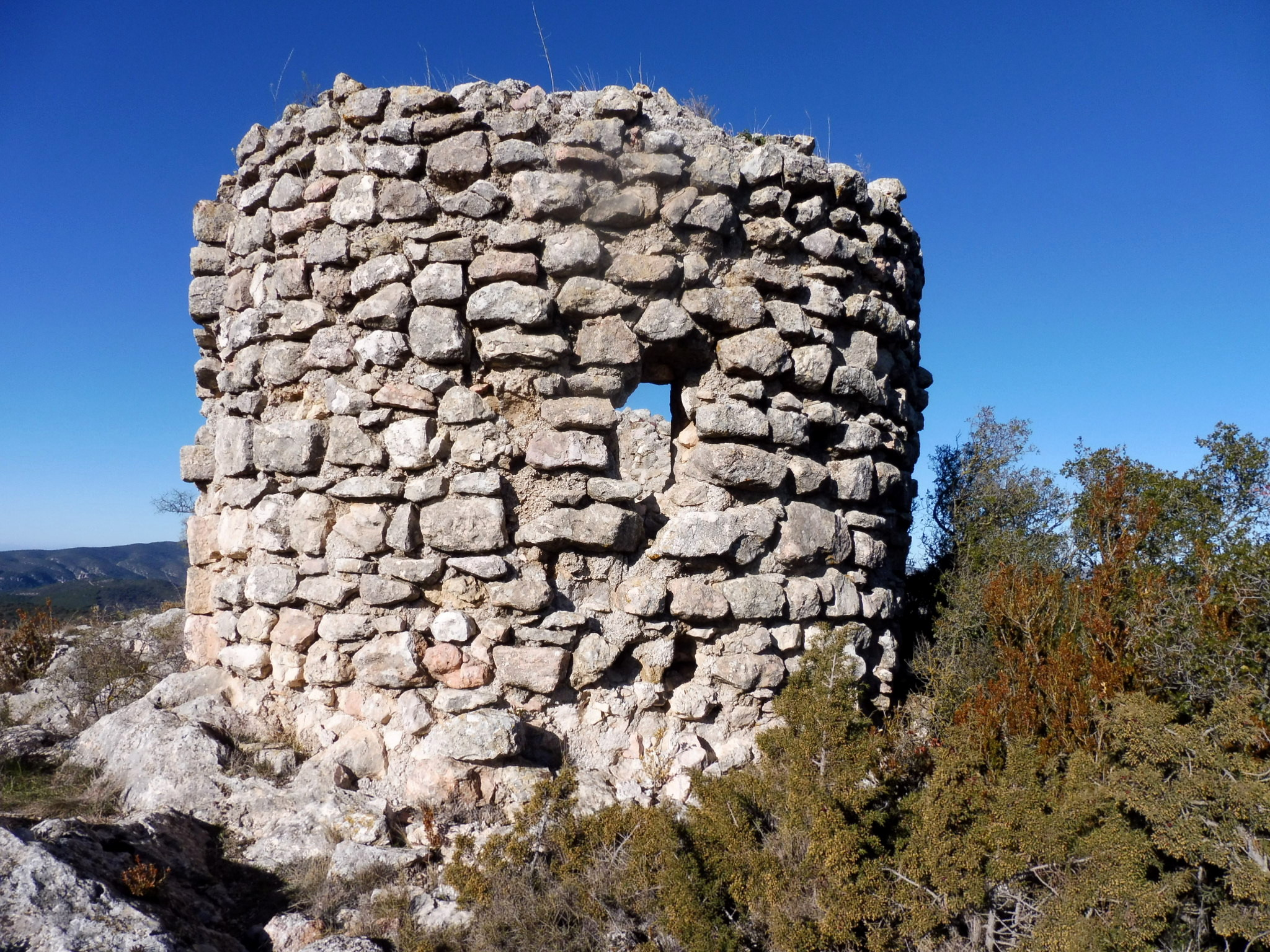
L'absis

L'ermita es troba en estat ruïnós. Consta d'una sola nau allargada i capçada per un absis semicircular lleugerament el·líptic a l'interior, que es conserva força malmès. La porta d'accés es troba al mur de ponent, és estructurada per un arc de mig punt adovellat i coronada per una finestra d'arc monolític i brancals adovellats, de petites dimensions. Hi ha una altra finestra similar a l'absis.
L'obra és tota feta amb pedra, a base de carreus irregulars disposats en filades més o menys regulars. Tot l'interior, tant els murs de la nau com de l'absis, estan arrebossats.

## Història
La data de construcció d'aquesta ermita no es coneix, tot i que cal suposar que la seva construcció hauria de situar-se entre el segle xi i el XIII, tot coincidint amb les construccions de les esglésies properes de Santa Margarida de Privà o Santa Maria de les Avellanes.
No es coneixen referències documentals sobre aquesta església.